# Selección de fútbol de la isla de Irlanda
La selección de fútbol de Irlanda, también conocida como selección de fútbol de la isla de Irlanda, fue el equipo representativo del país entre los años 1882 a 1950 y controlada por la Asociación Irlandesa de Fútbol (IFA).
La selección ha participado en torneos a nivel de amistoso en la British Home Championship con los equipos de Inglaterra, Gales y Escocia, en 1914 logró la primera copa.
Tras la partición de Irlanda, en los años 20, a pesar de que la IFA, se limitó a los clubes de Irlanda del Norte, esta selección siguió funcionando hasta 1950, y no adoptó el nombre de «Irlanda del Norte» hasta 1954 (para la FIFA) y más tarde para el campeonato británico. La selección actual de Irlanda del Norte se considera la sucesora de la original selección irlandesa. Durante la época de la separación, un grupo alternativo a la IFA creó una selección llamada simplemente «Irlanda», y ese equipo representa en la actualidad a la República de Irlanda (Éire).

## Estadísticas

### Copa Mundial de Fútbol
| Copa Mundial de Fútbol                         | Copa Mundial de Fútbol | Copa Mundial de Fútbol | Copa Mundial de Fútbol | Copa Mundial de Fútbol | Copa Mundial de Fútbol | Copa Mundial de Fútbol | Copa Mundial de Fútbol |
| Año                                            | Ronda                  | J                      | G                      | E                      | P                      | GF                     | GC                     |
| ---------------------------------------------- | ---------------------- | ---------------------- | ---------------------- | ---------------------- | ---------------------- | ---------------------- | ---------------------- |
| 1930                                           | No participó           | No participó           | No participó           | No participó           | No participó           | No participó           | No participó           |
| 1934                                           | No participó           | No participó           | No participó           | No participó           | No participó           | No participó           | No participó           |
| 1938                                           | No participó           | No participó           | No participó           | No participó           | No participó           | No participó           | No participó           |
| 1950                                           | No clasificó           | No clasificó           | No clasificó           | No clasificó           | No clasificó           | No clasificó           | No clasificó           |
| Véase Selección de fútbol de Irlanda del Norte |                        |                        |                        |                        |                        |                        |                        |
| Total                                          | 0/4                    | -                      | -                      | -                      | -                      | -                      | -                      |

## Palmarés

### Torneos amistosos
- British Home Championship (1): 1914